# Tim McKee
Tim McKee est un nageur américain né le 14 mars 1953 à Ardmore (Pennsylvanie).

## Biographie
Tim McKee dispute l'épreuve du 200 m 4 nages et du 400 m 4 nages aux Jeux olympiques d'été de 1972 à Munich. Il remporte la médaille d'argent lors de ces deux épreuves. Aux Jeux olympiques d'été de 1976 de Montréal, il remporte la médaille d'argent dans l'épreuve du 400 m 4 nages.